# 赤峰道
赤峰道是中国天津市和平区的一条街道，东北到台儿庄路和张自忠路交口，与赤峰桥相接，西南到南京路，与营口道相交，全长1967米，宽10米，由于赤峰道历史风貌保存完好已被天津市规划局确定为“赤峰道历史文化街区”并加以保护和修缮。

## 历史

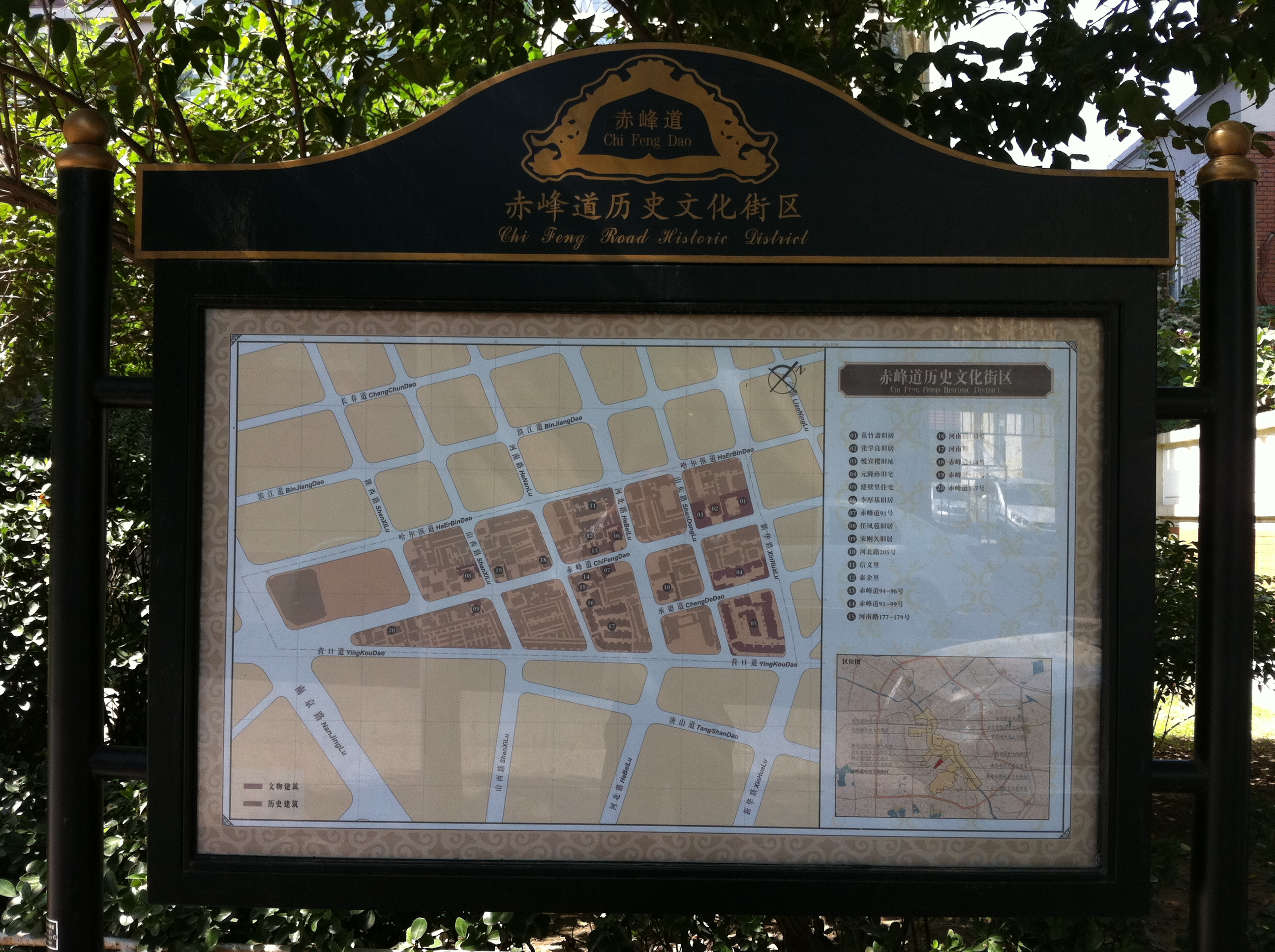
赤峰道历史文化街区地图

赤峰道所在地区在1861年天津法租界开辟时就被划入该租界，初期并未开发，直到1886年（清光绪二十二年）才开始修筑道路，当时随着天津法租界的扩张分为三段辟建，东段自大法国河坝（张自忠路）至大法国路（解放北路）段称为水师营路（Rue de L'Amirauté），该名称得名于当时的法国远征军海军陆战队第十六团，该团驻扎在今天赤峰道北端的法国兵营，法国兵营在当时又称为“法国营盘”、“水师营"和“紫竹林兵营”。于1886年建成的中段自大法国路（解放北路）至杜总领事路（和平路）段称为巴斯德路（Rue Pasteur），该路名源于法国十九世纪的生物学家巴斯德，在当时巴斯德路的西侧还设有巴斯德实验室。1897年，法国工部局又修建西段自杜总领事路（和平路）至甘领事路（南京路）段修建于1897年，在当时称为丰领事路（Rue Fontanier），该路名源于死于1870年“火烧望海楼”事件中的原法国驻天津领事丰大业。1943年，日本占领天津后将这水师营路、巴斯德路和丰领事路三段路分别改为“兴亚三区八号路乙”、“兴亚三区八号路甲”和“兴亚三区三十二号路”。1946年，南京国民政府收复后以赤峰县之名更为现名。历史上，赤峰道两侧的房主大多为下野的督军，故赤峰道也称为“督军街”，其中比较著名的有：浙江督军卢永祥，福建督军李厚基，山东督军张宗昌，山东督军郑士琦等。目前，赤峰道由于其历史风貌保存完好，已被天津市规划局确定为“赤峰道历史文化街区”并加以保护和修缮。

## 现况与发展
赤峰道目前东北到台儿庄路和张自忠路交口，与赤峰桥相接，西南到南京路，与营口道相交，全长1967米，宽10米，两侧人行道均宽5米，为沥青路面。沿途建有有渤海大楼、国民饭店、盐业银行大楼、久大精盐公司驻津办事处、瓷房子、伊势丹大楼等建筑。天津地铁一号线和天津地铁三号线均在赤峰道周边设站。

## 交汇道路
目前，与赤峰道相交汇的主要道路有：

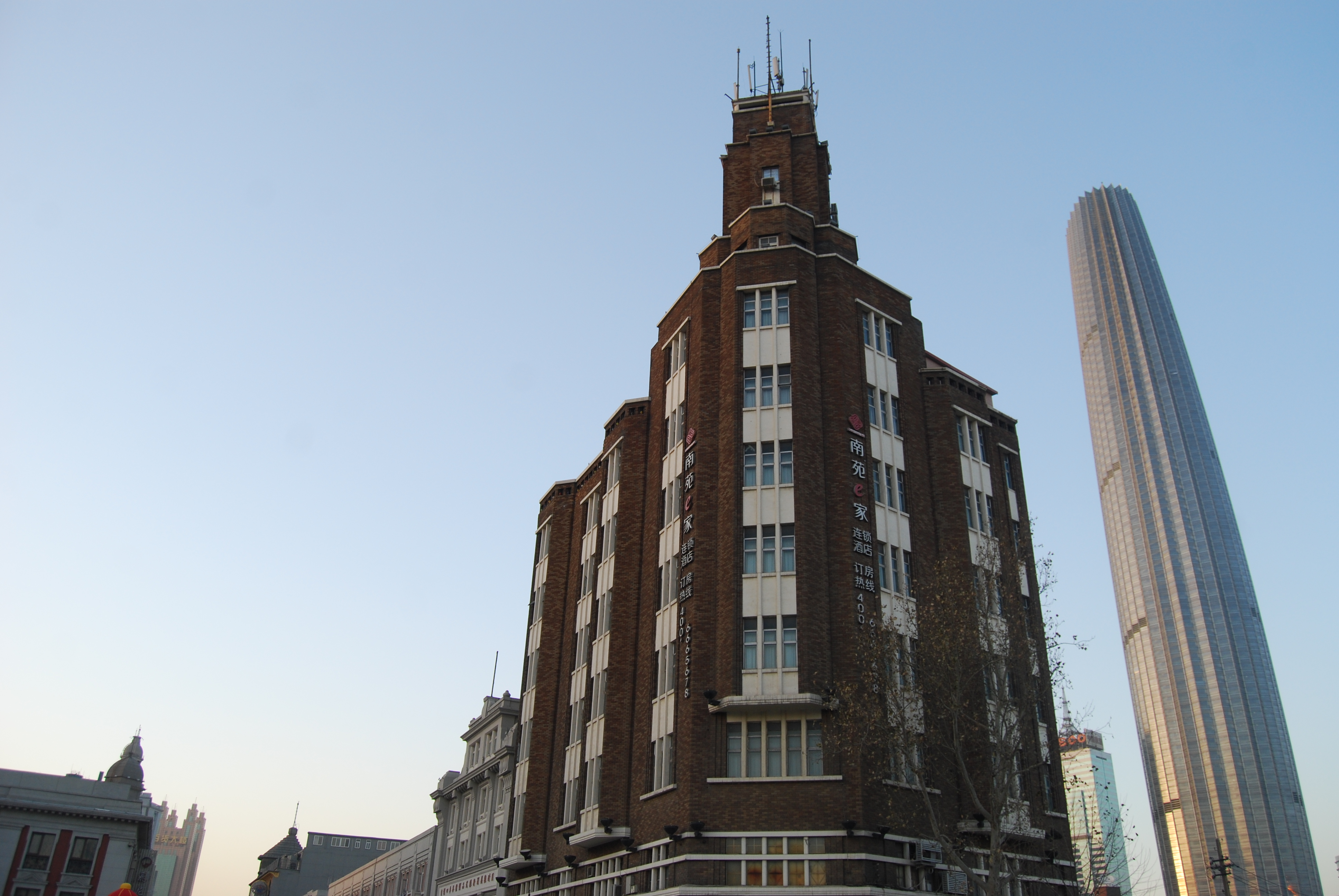
赤峰道与和平路、丹东路交口的渤海大楼

- 张自忠路 原大法国河坝（Quai de France）
- 台儿庄路 原大法国河坝（Quai de France）
- 合江路 原宝总领事路（Rue Henry Bourgeois）
- 解放北路 原大法国路（Avenue de Grande France）
- 吉林路 原巴黎路（Rue de Paris）
- 大沽北路 原大沽路（Rue de Takou）
- 和平路 原杜总领事路（Rue du Chaylard）
- 丹东路 原马诺河路（Rue de la Marne）、原杜麦路（Rue Paul Doumer）
- 辽宁路 原梅大夫路（Rue Mesny）
- 新华路 原樊主教路（Rue Favier）
- 山东路 原沙大夫路（Rue Chabaneix）
- 河北路 原德大夫路（Rue Depasse）
- 河南路 原一坡城路（Rue D'ypres）
- 山西路 原萨工程师路（Rue Sabouraud）
- 陕西路 原狄米得城路（Rue de Dixmude）
- 营口道 原圣路易路（Rue Saint Louis）
- 南京路 原甘领事路（Rue G.Kahn）

## 沿街著名建筑
赤峰道曾经和现在比较著名的建筑有：

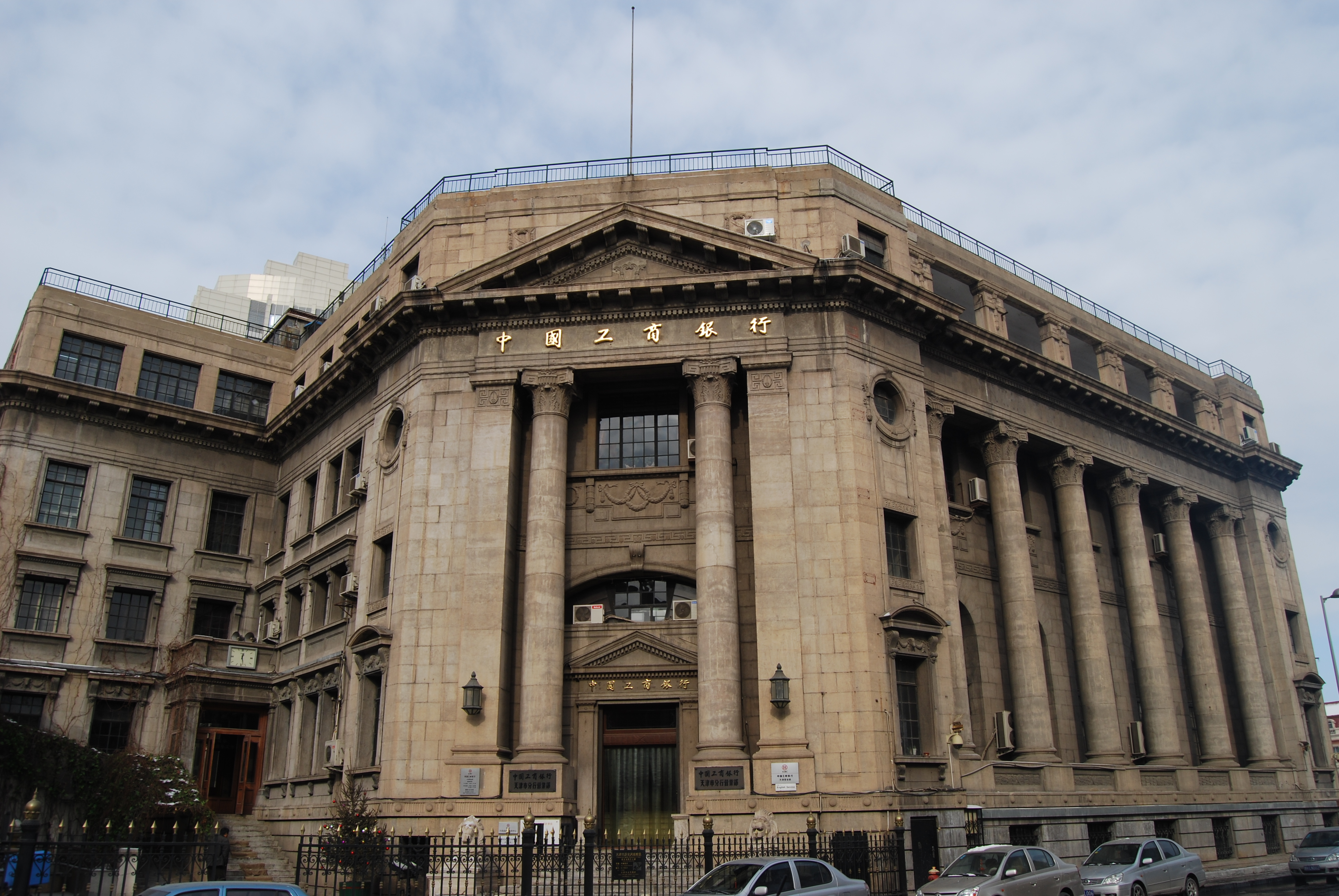
盐业银行大楼

- 天津市全国重点文物保护单位：天津盐业银行旧址，赤峰道12号
- 天津市文物保护单位：张学良旧宅，赤峰道78号。
- 天津市历史风貌建筑：原天津法国兵营，赤峰道1-5号。
- 天津市历史风貌建筑：盐业银行大楼，赤峰道10号余门、合江路28号，已拆除。[4]
- 天津市历史风貌建筑：国民饭店，赤峰道58号。
- 天津市历史风貌建筑：久大精盐公司驻津办事处，赤峰道63号。
- 天津市历史风貌建筑：乔铁汉故居，赤峰道70号。
- 天津市历史风貌建筑：黄荣良故居，赤峰道72号。
- 天津市历史风貌建筑：范竹斋旧居，赤峰道76号。[5]
- 裕津银行，赤峰道30号。
- 巨利洋行，赤峰道51号。
- 慎昌洋行，赤峰道55号。
- 美古申洋行，赤峰道57号。
- 济安自来水股份公司，赤峰道91号。
- 天津高等特种形式法庭，赤峰道124号。

## 延伸閱讀
- （英文）O.D.Rasmussen. . 天津: 天津印字馆（1925）.
- （中文）费成康. . 上海: 上海社会科学院出版社. 1992年. ISBN 7-80515649-2.